# 米爾布爾烏帕齊拉
米爾布爾乌帕齐拉是孟加拉国的一个乌帕齐拉，位於庫爾納专区的庫什蒂亞縣。。

## 人口
據1991年孟加拉國人口普查，米爾布爾共有戶數48,215戶，人口266,046人。其中男性佔比51.76%，女性佔比48.24%；成年人口136,611人。該地7歲以上人口之平均識字率為21.3%。